# René Benjamin
René Benjamin (* 20. März 1885 in Paris; † 4. Oktober 1948 in Tours) war ein französischer Schriftsteller. 1915 erhielt er den  Prix Goncourt für den Roman Gaspard. 
Benjamin besuchte das Lycée Henri IV in Paris und studierte an der Sorbonne Literatur. Danach war er Journalist. Er schrieb Satiren zum Beispiel auf das Universitäts- und Justizwesen und Biographien zum Beispiel von Balzac, Cervantes, Molière und Marie-Antoinette und Porträts zum Beispiel von  Sacha Guitry und Charles Maurras. Er war mit Maurras und Léon Daudet befreundet. Er schrieb auch für das Theater.
Gleich am Anfang des Ersten Weltkriegs wurde er als Soldat schwer verwundet und schrieb auf dem Krankenlager den Roman Gaspard, der vom Krieg handelt und den Prix Goncourt bekam. Nach dem Krieg reiste er viel und hielt viele Vorträge zum Beispiel über Literatur. Im Zweiten Weltkrieg stand er dem Vichy-Regime nahe.
1938 wurde er Mitglied der Académie Goncourt (musste das Amt aber wegen seines Verhaltens während der Besatzung nach dem Krieg ruhen lassen wie auch Sacha Guitry und Jean Ajalbert).

## Werke (Auswahl)
- Gaspard, Fayard 1915
- Balzac, sein wundervolles Leben, Urban-Verlag 1927